# 西區 (選區)
西區（英語：Western，代號A2）是香港中西區區議會下轄的選區，2023年設立，定為雙議席選區。

## 範圍
現時選區包括西營盤、石塘咀、堅尼地城及摩星嶺、沿威利麻街、皇后大道西、東邊街及高街以西，南至般咸道、薄扶林道、摩星嶺道，與其接壤的選區有中區以及南區區議會的南區西北選區。
投票站設有十個，分別位於士美菲路體育館、香港基督教女青年會西環綜合社會服務處、堅尼地城社區綜合大樓、寶翠園保良局天德長者援手網絡中心、堅尼地城游泳池、石塘咀體育館、德輔道西社會福利署中西區離島區社會保障辦事處、中山紀念公園體育館、英皇書院、李陞小學。

## 沿革
2023年香港選舉改革將區議會所有單議席選區取消，中西區定為兩個雙議席選區，共選出四席民選議員。西區選區由原有單議席的堅摩、西環、寶翠、石塘咀、西營盤、正街、水街選區合併而成。
2023年區議會選舉，估算人口有125,233人，選民有65,336人，吸引到五人參選。

## 歷屆議員
| 選區名稱 | 屆別           | 議員   | 政治聯繫 | 政治聯繫 | 議員   | 政治聯繫 | 政治聯繫 |
| -------- | -------------- | ------ | -------- | -------- | ------ | -------- | -------- |
| 西區     | 2024年－2027年 | 劉天正 |          | 民建聯   | 王倩雯 |          | 無黨籍   |

## 歷屆選舉結果
| 政党   | 政党   | 候选人    | 票数  | %      | ± |
| ------ | ------ | --------- | ----- | ------ | - |
|        | 新民黨 | ①. 吳家超 | 2,694 | 15.47% |   |
|        | 民建聯 | ②. 劉天正 | 7,051 | 40.49% |   |
|        | 獨立   | ③. 王倩雯 | 3,888 | 22.32% |   |
|        | 獨立   | ④. 李楚婷 | 2,851 | 16.37% |   |
|        | 獨立   | ⑤. 劉家昂 | 932   | 5.35%  |   |
| 多数票 | 多数票 | 多数票    | 1,037 | 5.95%  |   |

## 資料來源
1. ↑   (PDF).   [2023年8月23日]. （原始内容 (PDF)存档于2023年10月20日） （繁体中文）.
2. ↑   (PDF).   [2023年11月17日].
3. ↑   (PDF). 選舉管理委員會. 2023-07-11  [2023-08-23]. （原始内容存档 (PDF)于2023-10-14）.
4. ↑   (PDF).   [2023-11-17]. （原始内容存档 (PDF)于2023-11-17）.
5. ↑   (PDF).   [2023-08-23]. （原始内容存档 (PDF)于2023-10-20）.
6. ↑   (PDF).   [2023-11-17]. （原始内容存档 (PDF)于2023-12-11）.